# Ölsbach (Aubach)
Der Ölsbach ist ein etwa 350 Meter langer rechter, östlicher Zufluss des Aubachs.

## Verlauf
Der Ölsbach tritt östlich von Langenaubach unterhalb der Kreisstraße 41 nach Breitscheid und des Langenaubacher Friedhofs in einem Streuobst- und Wiesengebiet zu Tage.
Beim Eintritt des Baches in den Ort erfolgt eine Verrohrung, die bis zur Mündung des Baches in den Aubach auf Höhe der Brücke der Waldstraße über den Aubach führt.

## Zuflüsse
Der Ölsbach verfügt über keine nennenswerten Zuflüsse.

## Ortschaften
Die einzige Ortschaft am Ölsbach ist Langenaubach.